# Bombardeig d'Almeria (1937)
El Bombardeig d'Almeria va ser una acció militar ocorreguda el 31 de maig de 1937 a la ciutat andalusa d'aquest nom, en el context de la Guerra Civil espanyola. En resposta per un bombardeig governamental del Cuirassat de butxaca Deutschland (que havia estat confós amb el Creuer Canarias) el 29 de maig passat, Hitler va donar ordres de bombardejar la ciutat andalusa com a venjança per aquesta acció.

## Antecedents

### Les patrulles navals i el bombardeig delDeutschland
El govern de la República havia notificat a Itàlia i Alemanya que el port de Palma no estava obert per a visites de vaixells estrangers que poguessin emprar-lo per descarregar material de guerra. El 24 de maig de 1937 el vaixell italià "Barletta", amarrat a Palma i va ser atacat per avions republicans, sofrint 6 baixes. El 26 el patruller alemany Albatross també va ser atacat. Els alemanys protestaren per aquest atac i amenaçaren amb repressàlies si se repetien atacs similars.
El 29 de maig de 1937, una esquadrilla de bombarders republicans Tupolev SB-2 (Katiuskas) alçaren el vol per perseguir una flotilla de l'armada rebel que estava operant a la Mediterrània, entre els quals es trobava el creuer Canarias. Poc després van tornar dos avions i la tripulació russa d'un d'ells va dir que havien bombardejat al Canarias. Pel que sembla les tripulacions van veure al vaixell fondejat prop d'Eivissa i els dispararen amb la seva artilleria antiaèria. El primer avió va llançar les seves bombes, que van fallar; El segon va donar una primera passada i en una segona va llançar les seves bombes, una de les quals va impactar prop de la xemeneia i l'altra prop de la proa. Però el vaixell que va rebre els impactes no era el creuer Canarias, sinó el creuer alemany Deutschland. El vaixell alemany va tenir greus danys materials i a més va haver-hi 31 morts i 74 ferits. Les bombes van ser llançades per l'avió pilotat per G. Livinski, o bé per Nikolai Ostryakov segons altres versions
Malgrat la llarga polèmica entorn d'aquest atac, el vaixell alemany incomplia la normativa del Comitè de No Intervenció de romandre a un mínim de deu milles de la costa espanyola i a més estava en present a la zona de patrulla naval francesa.

## Acció alemanya

### Reacció alemanya: Almeria, en el punt de mira
En ser informat sobre el succés i la mort de tants alemanys, Hitler es va encendre d'ira i el ministre alemany d'Afers exteriors va necessitar sis hores per tractar de calmar-lo. A causa de l'excitació, Hitler va ordenar el bombardeig de València (seu del govern) com a contrapartida per aquest atac; després de ser aconsellat pels seus assessors militars, va decidir el bombardeig d'Almeria, en ser una ciutat sense defenses militars d'importància així com per evitar un gran ressò internacional. D'altra banda, Almeria es trobava dins de la zona de control marítim alemany.

### Bombardeig naval
En la matinada del 31 de maig, els alemanys es van prendre la venjança. El cuirassat de butxaca Admiral Scheer va aparèixer al costat de quatre destructors alemanys: Albatros, Leopard, Seeadler i Lluchs. A les 7:29 del matí del dia 31 de maig de 1937, van obrir foc contra les bateries de costa, les instal·lacions portuàries i qualsevol vaixell que es trobés en el port. L'esquadra alemanya va realitzar en total uns 200 trets, abans de retirar-se davant la creixent activitat de les bateries costaneres republicanes; Finalment, es va saldar amb 19 morts, 55 ferits i 35 edificis destruïts. Altres fonts afirmen xifres d'una trentena de morts i més d'un centenar de ferits.

## Reaccions davant el bombardeig
Quan l'atac va ser conegut per l'opinió pública internacional es van deslligar nombroses condemnes, encara que cap acció seriosa per part dels governs de les democràcies occidentals (Gran Bretanya, França i EUA). Gran Bretanya, a través del seu ambaixador a Berlín (sir Neville Henderson), va tractar d'apaivagar als alemanys que no fessin el favor als rojos de convertir la situació internacional espanyola en una guerra mundial.
El consell de ministres de la República es va reunir a València, on Prieto (Ministre de Defensa Nacional) va proposar que la República bombardegés la flota alemanya a la Mediterrània. Sens dubte, allò podia provocar una guerra mundial, va reconèixer, però el risc valia la pena. Negrín va respondre, cautelosament, que caldria consultar-ho amb el President de la República, Azaña, consultant també els ministres comunistes amb Moscou. En aquest sentit, els dirigents soviètics es van mostrar totalment contraris a un conflicte amb Alemanya, de la mateixa manera que es va mostrar Azaña: Hem d'evitar que el Deutschland es converteixi en el nostre Maine....

## Conseqüències

### Conseqüències polítiques

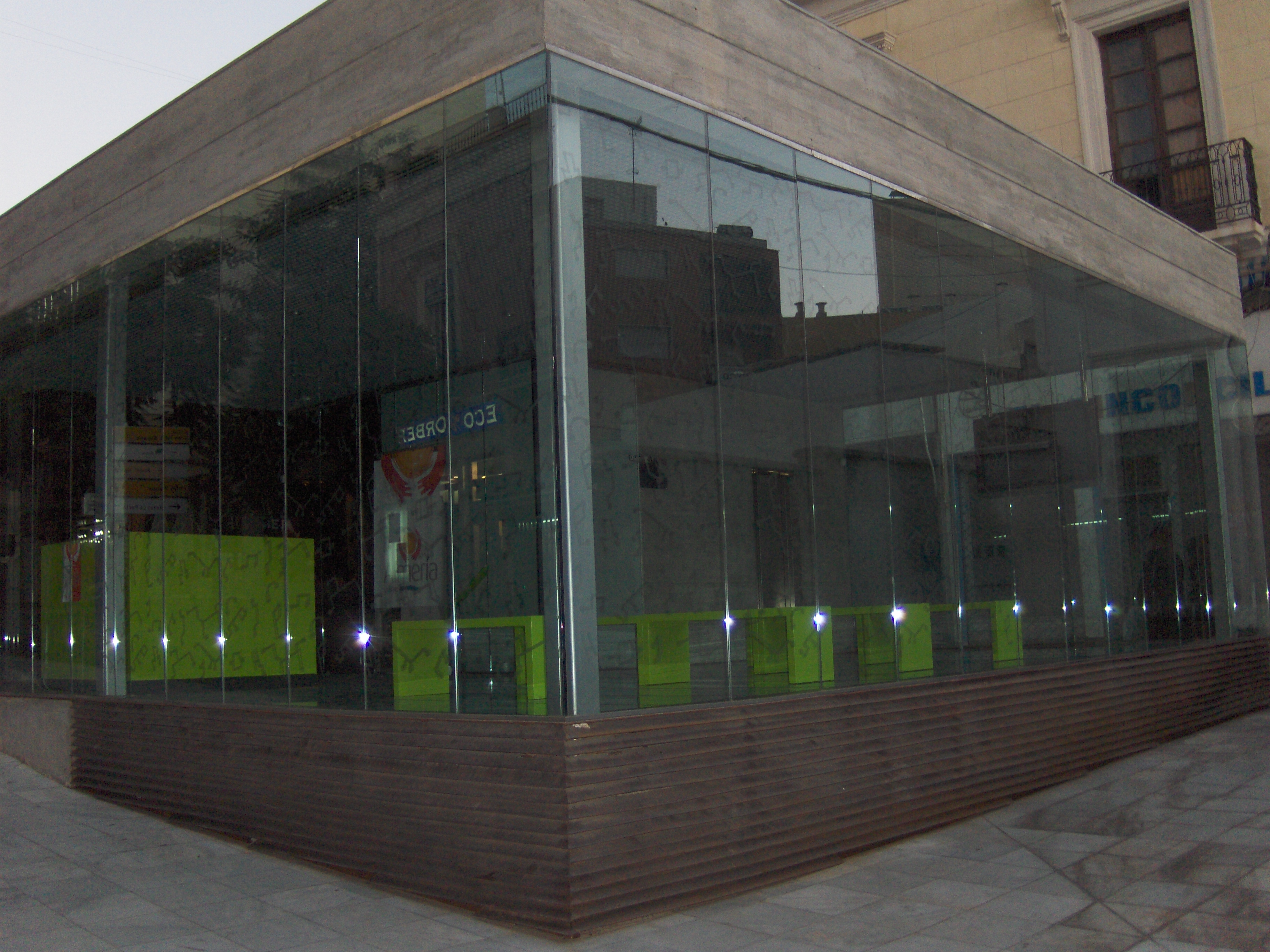
Entrada als refugis antiaeris utilitzats durant la Guerra Civil.

A causa de la negativa de la majoria del govern a respondre l'atac alemany per les impredictibles conseqüències que això implicava, l'Incident del Deutschland va ser oblidat. D'altra banda, Alemanya va resoldre retirar-se de les patrulles navals fins que rebés garanties contra la repetició d'aquests incidents, com també faria Itàlia en suport seu.

### Refugis antiaeris d'Almeria
Abans del bombardeig alemany la ciutat d'Almeria ja havia sofert alguns bombardejos, però cap de tanta intensitat. Per això, en 1937 van ser construïdes per a refugi de la població unes galeries subterrànies, dissenyades per l'arquitecte Guillermo Langle.
Utilitzant inusitades tècniques de mineria, Langle va construir quatre quilòmetres i mitjà de túnels que podien donar protecció al 90% d'una població d'uns 45.000 habitants. L'infreqüent de la iniciativa i l'eficàcia i magnitud de l'obra han fet que es reconsideri la importància cultural i històrica d'aquests refugis, que avui dia poden visitar-se a la capital d'Almeria.